# Raboliot
Cet article concerne le roman. Pour le téléfilm, voir Raboliot (téléfilm).
Raboliot est un roman français de Maurice Genevoix publié en 1925. Il y évoque et exalte la vie libre d’un braconnier de Sologne. Considéré comme son chef-d’œuvre, ce roman a été récompensé du prix Goncourt en 1925. 

## Place dans l’œuvre de Genevoix

### Genèse du roman
Pour écrire Raboliot, Maurice Genevoix s’installe durant plusieurs semaines chez un garde-chasse, sur un terrain de chasse en Sologne acquis par son oncle entre la Sauldre et le Beuvron, face à l’étang des Clouzioux, qui devient celui de la Sauvagère dans le roman. Il se mêle alors à la vie du village voisin, Brinon-sur-Sauldre. Il tente d'y rencontrer Alphonse Depardieu, braconnier localement connu surnommé Carré, mais celui-ci se méfie et, au dernier moment, décline l'invitation de l'écrivain pour le rencontrer. Il raconte cet épisode dans Jeux de glaces, en 1961. Maurice Genevoix puise dans sa mémoire pour retrouver les souvenirs de chasse qu'il pratiquait plus jeune, avec son père et ses oncles. Il se réfère à des lieux-dits précis : les Brosses (qui deviennent le Buzidan), les Monteaux (devenu le Bois Sabot), le hameau du Vivier (l’Aubette), le Rillerand (Bouchebrand). De même, il s’inspire de personnages longtemps côtoyés : Trumeau, qui devient le garde Tournefier, et Beaufils (Touraille). Mais comme pour chacun de ses romans, il recourt à une large documentation thématique sur la Sologne au XIXe siècle, ou sur la géographie de cette région.

### Réédition de la version définitive
En préparant en 1952 une version publiée au Livre de poche, Maurice Genevoix a modifié quelques passages qu’il jugeait inutiles ou qui relevaient de « préciosités de style. » Par exemple, la version originale publiée chez Grasset est allégée de terminologies trop précises relatives aux poissons (« ides mélanotes ») ou aux plantes (« breuvézes pourpres, breumailles rose tendre »), ou d’erreurs, notamment lorsque Flora s’adresse à Raboliot en l’appelant « monsieur Raboliot » (p. 33), la formule ne s’appliquant généralement qu’aux propriétaires terriens. Au total, 785 lignes sont supprimées (26 pages). Mais en fait, de réédition en réédition, Maurice Genevoix n'a de cesse de revoir cet ouvrage
Une édition de luxe avec reliure d'Isy Brachot illustrée par Gaston Barret parut aux Editions Vialetay cette année là.

## Résumé
Pierre Fouques, dit Raboliot, est un bûcheron solognot animé de la passion du braconnage. Il suscite la jalousie de Volat, qui tente de rabattre son rival dans les filets du gendarme Bourrel. Raboliot, pris plusieurs fois en flagrant délit, refuse de se soumettre. Au terme d’une longue cavale dans les bois, il retourne vers les siens et se venge de Bourrel.

## Analyse littéraire
L'influence de Maupassant, à qui l'écrivain consacra un mémoire alors qu'il était à l'École normale supérieure, est notoire. Les correspondances entre les sentiments éprouvés par Raboliot et les paysages solognots constituent l'un des points forts de l'œuvre. Le recours à un vocabulaire ne figurant pas dans le dictionnaire surprendra en revanche certains critiques. Préfigurant ses futurs romans-poèmes, Maurice Genevoix puise dans la poésie pour mieux rendre compte de la réalité profonde des choses.

## Adaptations
Plusieurs adaptations cinématographiques et télévisuelles ont été tirées de Raboliot, dont la plus célèbre reste le film homonyme de Jacques Daroy en 1945.